# João Paulo Cuenca

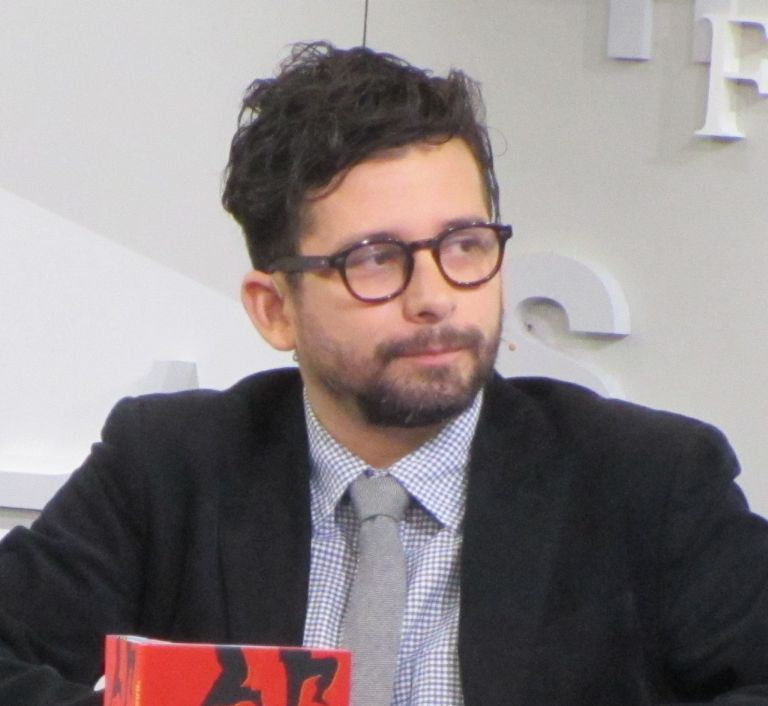
João Paulo Cuenca auf der Frankfurter Buchmesse 2013

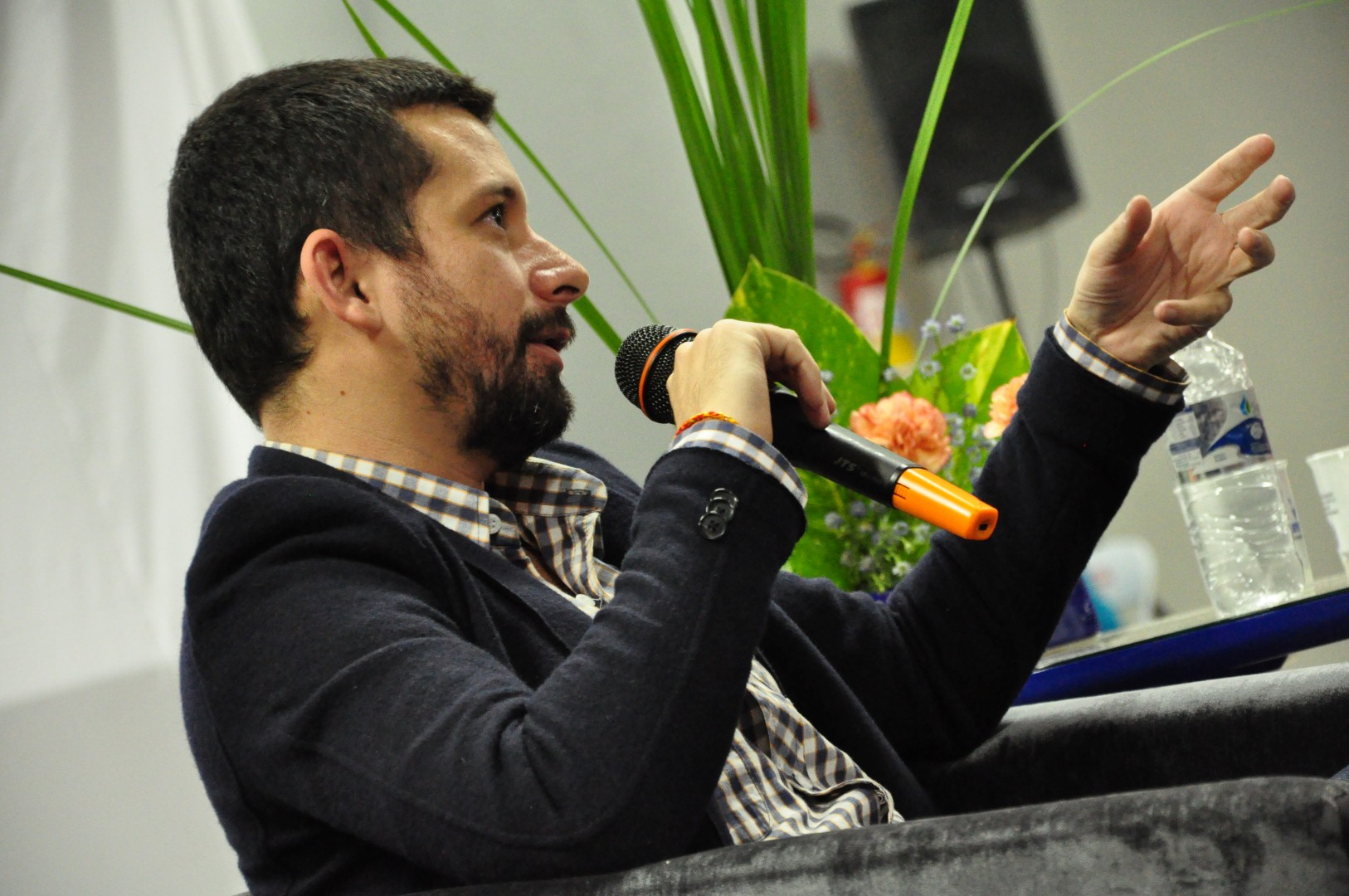
João Paulo Cuenca 2012

João Paulo Cuenca (* 1978 in Rio de Janeiro) ist ein brasilianischer Schriftsteller.
Cuenca veröffentlichte 2003 seinen ersten Roman Corpo Presente, 2007 erschien sein zweiter, sehr erfolgreicher Roman O Dia Mastroianni (deutsch: Mastroianni. Ein Tag in der Übersetzung von Michael Kegler 2013). Das Hay Festival setzte ihn daraufhin auf die Liste der 39 wichtigsten lateinamerikanischen Schriftsteller unter 39. 
Von 2003 bis 2010 schrieb Cuenca Kolumnen für diverse Zeitungen und Zeitschriften, darunter Tribuna da Imprensa, Jornal do Brasil und von 2006 bis 2010 für O Globo, die 2012 zum Teil unter dem Titel A última madrugada als Buch veröffentlicht wurden.
2011 veröffentlichte er sein erstes Theaterstück Terror. Einer seiner längeren Auslandsaufenthalte führte ihn u. a. nach Tokio. Dies inspirierte ihn zu dem Roman O único final feliz para uma estória de amor é um acidente (Dt.: Das einzig glückliche Ende einer Liebesgeschichte ist ein Unfall, 2012). 2012 wählte ihn das Literaturmagazin Granta auf die Liste der 20 wichtigsten jungen brasilianischen Autoren. Seit 2013 ist er neben seiner schriftstellerischen Tätigkeit Kolumnist der Tageszeitung Folha de São Paulo.
2015 veröffentlichte Cuenca seinen ersten Spielfilm unter dem Titel A morte de J.P. Cuenca (dt.: Der Tod von J.P. Cuenca), sowie zunächst in Portugal und später in Brasilien den Roman Descobri que estava morto.
Journalistische Beiträge von Cuenca erschienen unter anderem bei The Intercept Brasil, El País, der Süddeutschen Zeitung und Der Tagesspiegel. Zudem war er als Kolumnist bei der Deutschen Welle tätig, von der er jedoch im Juni 2020 nach einem kritischen Tweet bei Twitter über Jair Bolsonaro entlassen wurde.
João Paulo Cuenca lebt seit 2019 in Berlin.

## Werke
- Corpo presente, Roman. Planeta 2002.
- O dia Mastroianni, Roman, Agir 2007. Übersetzung: Mastroianni. Ein Tag. Deutsch von Michael Kegler. A1 Verlag, München 2013.
- O único final feliz para uma história de amor é um acidente, Roman. Companhia das Letras, São Paulo 2010. Übersetzung: Das einzig glückliche Ende einer Liebesgeschichte ist ein Unfall. Deutsch von Michael Kegler. A1 Verlag, München 2012.
- A Última Madrugada. Crônicas. LeYa, São Paulo 2012, ISBN 978-85-8044-439-1.
- Descobri que estava morto, Roman. Editorial Caminho, 2015.